# Michael Kirisits
Michael Kirisits (* 16. Juni 1982 in Iraklio, Griechenland) ist ein österreichischer Fußballspieler.

## Werdegang
Kirisits begann seine Fußballlaufbahn 1998 in der Jugend des Wolfsberger AC, bevor er 2001 zur zweiten Mannschaft des FC Kärnten wechselte. Nach nur einigen Spielen wechselte er zur Saison 2003/04 zum Zweigverein BSV Juniors Villach. 2003 wechselte Kirisits zurück zum FC Kärnten. Nach zwei Jahren mit 44 Einsätzen wechselte er zum TSV Hartberg. Ein Jahr später führte ihn sein Weg zum Regionalligisten SV Spittal/Drau, bevor er 2008 zurück zu seinem Jugendverein, dem Wolfsberger AC, kam. Nach einem Jahr wechselte er zur Saison 2009/10 zum SC St. Stefan/Lavanttal, in der Spielzeit darauf wechselte Kirisits zum Villacher SV, wo er bis 2014 103 Spiele bestritt, in denen er 21 Tore schoss. Nach einem einjährigen Intermezzo beim ATSV Wolfsberg stand er ab Sommer 2015 beim SAK Klagenfurt unter Vertrag.
Zur Saison 2016/17 wechselte er zum FC St. Michael.

## Persönliches
Kirisits ist der Sohn von Helmut Kirisits und wurde während dessen Zeit bei OFI Kreta in Iraklio geboren.